# Coupe arabe des nations de football 2002
Navigation
Qatar 1998 2009
La Coupe arabe des nations 2002 est la 8e édition de la Coupe arabe des nations, compétition organisée par l'Union des associations arabes de football (UAFA) et rassemblant les meilleures équipes masculines arabe. Elle se déroule au Koweït du 16 décembre au 30 décembre 2002.

## Compétition

### Phase de groupe

#### Groupe A

##### Classement
| Rang | Équipe    | Pts | J | G | N | P | Bp | Bc | Diff |
| ---- | --------- | --- | - | - | - | - | -- | -- | ---- |
| 1    | Jordanie  | 8   | 4 | 2 | 2 | 0 | 6  | 4  | +2   |
| 2    | Maroc     | 5   | 4 | 1 | 2 | 1 | 5  | 4  | +1   |
| 3    | Koweït    | 5   | 4 | 1 | 2 | 1 | 6  | 6  | 0    |
| 4    | Soudan    | 4   | 4 | 1 | 1 | 2 | 4  | 5  | -1   |
| 5    | Palestine | 3   | 4 | 0 | 3 | 1 | 7  | 9  | -2   |

##### Résultats
| 16 décembre 2002 | Koweït | 1 - 1 | Maroc | Al Kuwait Sports Club Stadium, Koweït City |
|                  |        |       |       | Arbitrage : Mahmoud Abbas                  |

| 16 décembre 2002 | Palestine | 1 - 1 | Jordanie | Al Kuwait Sports Club Stadium, Koweït City |  |
|                  |           |       |          |                                            |  |

| 18 décembre 2002 | Maroc | 1 - 1 | Jordanie | Al Kuwait Sports Club Stadium, Koweït City |
|                  |       |       |          | Arbitrage : Abdulrahman Al-Zeid            |

| 18 décembre 2002 | Koweït | 1 - 0 | Soudan | Al Kuwait Sports Club Stadium, Koweït City |
|                  |        |       |        | Arbitrage : Mohamed Zakrini                |

| 20 décembre 2002 | Jordanie | 2 - 1 | Soudan | Al Kuwait Sports Club Stadium, Koweït City |
|                  |          |       |        | Arbitrage : Mahmoud Abbas                  |

| 20 décembre 2002 | Maroc | 3 - 1 | Palestine | Al Kuwait Sports Club Stadium, Koweït City |
|                  |       |       |           | Arbitrage : Mohamed Omar                   |

| 23 décembre 2002 | Soudan | 2 - 2 | Palestine | Al Kuwait Sports Club Stadium, Koweït City |
|                  |        |       |           | Arbitrage : Abdulrahman Al-Zeid            |

| 23 décembre 2002 | Jordanie | 2 - 1 | Koweït | Al Kuwait Sports Club Stadium, Koweït City |
|                  |          |       |        | Arbitrage : Hisham Qirat                   |

| 25 décembre 2002 | Soudan | 1 - 0 | Maroc | Al Kuwait Sports Club Stadium, Koweït City |  |
|                  |        |       |       |                                            |  |

| 25 décembre 2002 | Koweït | 3 - 3 | Palestine | Al Kuwait Sports Club Stadium, Koweït City |  |
|                  |        |       |           |                                            |  |

#### Groupe B

##### Classement
| Rang | Équipe          | Pts | J | G | N | P | Bp | Bc | Diff |
| ---- | --------------- | --- | - | - | - | - | -- | -- | ---- |
| 1    | Arabie saoudite | 10  | 4 | 3 | 1 | 0 | 8  | 3  | +5   |
| 2    | Bahreïn         | 7   | 4 | 2 | 1 | 1 | 6  | 3  | +3   |
| 3    | Syrie           | 6   | 4 | 2 | 0 | 2 | 6  | 6  | 0    |
| 4    | Liban           | 4   | 4 | 1 | 1 | 2 | 5  | 7  | -2   |
| 5    | Yémen           | 1   | 4 | 0 | 1 | 3 | 5  | 13 | -8   |

##### Résultats
| 17 décembre 2002 | Arabie saoudite | 2 - 1 | Bahreïn | Al Kuwait Sports Club Stadium, Koweït City |
|                  |                 |       |         | Arbitrage : Mohamed Al-Qazzaz              |

| 17 décembre 2002 | Yémen | 0 - 4 | Syrie | Al Kuwait Sports Club Stadium, Koweït City |
|                  |       |       |       | Arbitrage : Mohamed Omar                   |

| 19 décembre 2002 | Bahreïn | 2 - 0 | Syrie | Al Kuwait Sports Club Stadium, Koweït City |
|                  |         |       |       | Arbitrage : Qassem Hamza                   |

| 19 décembre 2002 | Arabie saoudite | 1 - 0 | Liban | Al Kuwait Sports Club Stadium, Koweït City |
|                  |                 |       |       | Arbitrage : Ridha Al-Baltaji               |

| 21 décembre 2002 | Syrie | 4 - 1 | Liban | Al Kuwait Sports Club Stadium, Koweït City |
|                  |       |       |       | Arbitrage : Mohamed Al-Qazzaz              |

| 21 décembre 2002 | Bahreïn | 3 - 1 | Yémen | Al Kuwait Sports Club Stadium, Koweït City |
|                  |         |       |       | Arbitrage : Ridha Al-Baltaji               |

| 24 décembre 2002 | Liban | 4 - 2 | Yémen | Al Kuwait Sports Club Stadium, Koweït City |
|                  |       |       |       | Arbitrage : Qassem Hamza                   |

| 24 décembre 2002 | Syrie | 0 - 3 | Arabie saoudite | Al Kuwait Sports Club Stadium, Koweït City |
|                  |       |       |                 | Arbitrage : Mohamed Al-Zakrini             |

| 26 décembre 2002 | Yémen | 2 - 2 | Arabie saoudite | Al Kuwait Sports Club Stadium, Koweït City |  |
|                  |       |       |                 |                                            |  |

| 26 décembre 2002 | Liban | 0 - 0 | Bahreïn | Al Kuwait Sports Club Stadium, Koweït City |
|                  |       |       |         | Arbitrage : Hisham Kirat                   |

### Demi-finales
| 28 décembre 2002 | Jordanie      | 1 - 2   | Bahreïn     | Al Kuwait Sports Club Stadium, Koweït City   |                                              |
|                  | Al-Zaboun 43e | (1 - 0) | 79e 91e Ali | Spectateurs : 2 000 Arbitrage : Qassem Hamza | Spectateurs : 2 000 Arbitrage : Qassem Hamza |
|                  | Rapport       |         |             | Spectateurs : 2 000 Arbitrage : Qassem Hamza | Spectateurs : 2 000 Arbitrage : Qassem Hamza |

| 28 décembre 2002 | Arabie Saoudite              | 2 - 0   | Maroc | Al Kuwait Sports Club Stadium, Koweït City    |                                               |
|                  | Al-Waked 20e · Al-Meshal 57e | (1 - 0) |       | Spectateurs : 2 000 Arbitrage : Mahmoud Abbas | Spectateurs : 2 000 Arbitrage : Mahmoud Abbas |
|                  | Rapport                      |         |       | Spectateurs : 2 000 Arbitrage : Mahmoud Abbas | Spectateurs : 2 000 Arbitrage : Mahmoud Abbas |

### Finale
| 30 décembre 2002 | Arabie Saoudite   | 1 - 0   | Bahreïn | Al Kuwait Sports Club Stadium, Koweït City         |                                                    |
|                  | Mohammed Noor 94e | (0 - 0) |         | Spectateurs : 7 500 Arbitrage : Mohamed Al-Zakrini | Spectateurs : 7 500 Arbitrage : Mohamed Al-Zakrini |
|                  | Rapport           |         |         | Spectateurs : 7 500 Arbitrage : Mohamed Al-Zakrini | Spectateurs : 7 500 Arbitrage : Mohamed Al-Zakrini |

## Vainqueur
| Vainqueur de la Coupe arabe des nations 2002 Arabie Saoudite 2e titre |